# 色酚印花法
色酚印花法是指以色酚的氢氧化钠溶液调制成印花色浆，用色酚印花色浆印花，再以色基重氮盐溶液显影的印花工艺。是一种不溶性偶氮染料直接印花工艺，但在工厂应用中不如色基印花法普遍。

## 工艺简述
色酚用氢氧化钠融解，加入淀粉制成印花色浆，印在纤维素纤维上，烘干，用重氮盐化色基溶液现色，最后将没有印花部分的色基溶液洗掉。

## 优缺点
优点是重氮盐化色基比较容易清洗。
缺点是色谱比较窄。